# 利州 (辽朝)
利州，辽朝时设置的州。
统和十六年（998年）设置，属大定府。金朝皇统三年（1143年），废潭州，龙山县属利州。金朝时利州，下，刺史，户二万一千二百九十六。下辖二县、镇一、寨一：阜俗县、龙山县（兰州寨、漆河镇）。